# 1983 en football
Cet article présente les faits marquants de l'année 1983 en football.

## Chronologie
- 26 janvier : Aston Villa remporte la Supercoupe de l'UEFA 1982 face au FC Barcelone après avoir perdu 1-0 à Barcelone le 19 janvier et gagné 3-0 à domicile le 26 janvier.

- 11 mai : le club écossais d'Aberdeen remporte la Coupe d'Europe des vainqueurs de coupes en s'imposant en finale face au Real Madrid. Le score s'élève à 2-1 après prolongation. Il s'agit du premier titre européen pour le club d'Aberdeen.

- 18 mai : le RSC Anderlecht (Belgique) remporte la Coupe de l'UEFA face au Benfica Lisbonne (Portugal) après avoir fait 1-0 à domicile et 1-1 à l'extérieur. Il s'agit de la première Coupe de l'UEFA remportée par un club belge.

- 25 mai : à l'Olympiako Stadio à Athènes, Hambourg remporte la Coupe d'Europe des clubs champions face à la Juventus sur le score de 1-0. (But : Magath (Hambourg 7e)). Il s'agit de la première Coupe des clubs champions européens gagnée par Hambourg.

- 11 juin : le Paris Saint-Germain remporte la Coupe de France en s'imposant sur le prolifique score de 3-2 face au FC Nantes. (Buts : Zaremba (PSG, 3e), Baronchelli (Nantes, 17e), Touré (Nantes, 41e), Sušić (PSG, 66e), Toko (PSG, 81e)). Les parisiens, déjà vainqueur de la Coupe la saison précédente, conservent ainsi leur titre.

- 19 juin : création du club algérien de l'Union sportive moustakbal Annaba.
- 7 septembre : Marco van Basten joue son tout premier match avec l'équipe des Pays-Bas.
- 14 septembre : le Rapid Vienne bat le FC Nantes 3-0 au match aller des 16e de finale de la Ligue des champions de l'UEFA. Les Nantais s'imposeront deux semaines plus tard 3-1 mais sont éliminés à cause du but inscrit par les autrichiens.
- 20 décembre : Aberdeen FC remporte la Supercoupe de l'UEFA 1983 face à Hambourg SV après avoir fait 0-0 à l'extérieur et 2-0 à domicile.
- 21 décembre : l'équipe d'Espagne de football se qualifie pour l'Euro 1984 en battant Malte sur le score de 12 buts à 1.

## Palmarès et trophées
| Pays                 | Championnat             | Coupe                           |
| -------------------- | ----------------------- | ------------------------------- |
| Allemagne de l'Ouest | Hambourg SV             | 1. FC Cologne                   |
| Angleterre           | Liverpool Football Club | Manchester United Football Club |
| Autriche             | Rapid Vienne            | Rapid Vienne                    |
| Belgique             | Standard de Liège       | SK Beveren                      |
| Espagne              | Athletic Bilbao         | FC Barcelone                    |
| France               | FC Nantes               | FC Girondins de Bordeaux        |
| Italie               | AS Rome                 | Juventus Football Club          |

- Ballon d'or :
  - Michel Platini remporte le Ballon d'or pour la première fois de sa carrière.

- Soulier d'or :
  - Fernando Gomes remporte son premier soulier d'or avec 36 buts au compteur.

## Naissances
Plus d'informations : Liste d'acteurs du football nés en 1983.
- Daniel Alves, footballeur brésilien.
- Álvaro Arbeloa, footballeur espagnol.
- Milan Biševac, footballeur serbe.
- Stéphanie Frappart, arbitre française.
- Fred, footballeur brésilien.
- Klaas-Jan Huntelaar, footballeur néerlandais.
- Jermaine Jenas, footballeur anglais.
- Philipp Lahm, footballeur allemand.
- Goran Pandev, footballeur macédonien.
- Pepe, footballeur portugais
- Fabio Quagliarella, footballeur italien.
- Franck Ribéry, footballeur français.
- Bacary Sagna, footballeur français.
- Brahim Serradj, footballeur algérien.
- Jérémy Toulalan, footballeur français.
- Yaya Touré, footballeur ivoirien.
- Rafael van der Vaart, footballeur néerlandais.
- Robin van Persie, footballeur néerlandais.
- Mirko Vučinić, footballeur monténégrin.
- Christophe Jallet, footballeur français.
- Jérémy Mathieu, footballeur français.
- Ricardo Quaresma, footballeur portugais.
- José Fonte, footballeur portugais.
- Raul Meireles, footballeur portugais.
- Sergio Garcia, footballeur espagnol.
- Daniele De Rossi, footballeur italien.
- Alessandro Diamanti, footballeur italien.
- Federico Marchetti, footballeur italien.
- Ben Foster, footballeur anglais.
- Eduardo, footballeur croate.
- Diego Benaglio, footballeur suisse.
- Iouri Jirkov, footballeur russe.
- Dante, footballeur brésilien.
- Jorge Valdivia, footballeur chilien.
- Clint Dempsey, footballeur américain.
- Romaric, footballeur ivoirien.
- Óscar Cardozo, footballeur paraguayen.

## Décès
Plus d'informations : Liste d'acteurs du football morts en 1983.
- 20 janvier : Garrincha, 49 ans, ailier international brésilien.
- 26 janvier : Claude Papi, 33 ans, joueur international français.
- 4 avril : Bernard Vukas, 55 ans, joueur yougoslave.
- 26 juin : Luis Álamos, 59 ans, joueur et entraîneur international chilien.
- 5 juillet : Hennes Weisweiler, 63 ans, joueur puis entraîneur allemand.
- 12 août : Artemio Franchi, 61 ans, président de l'UEFA.
- 16 décembre : décès à 60 ans d'Eugenio Arenaza, joueur péruvien ayant remporté 3 Championnat du Mexique et la Coupe du Mexique 1948.

## Liens
- RSSSF : Tous les résultats du monde